# Værlingeslægten
Emberiza er en slægt af mindre spurvefugle, der er udbredt i Europa, Asien og Afrika med 43 arter. Mange arter er beskedent farvede. Deres næb er oftest kort og konisk og ligesom finkernes særligt velegnet til at knække og afskalle frø. De fleste arter er jordlevende. Fire arter yngler i Danmark.

## Arter
Arter, der er truffet i Danmark. De fire førstnævnte yngler i landet.
- Bomlærke, Emberiza calandra
- Gulspurv, Emberiza citrinella
- Rørspurv, Emberiza schoeniclus
- Hortulan, Emberiza hortulana
- Gærdeværling, Emberiza cirlus
- Klippeværling, Emberiza cia
- Gulgrå værling, Emberiza cineracea
- Pileværling, Emberiza rustica
- Dværgværling, Emberiza pusilla
- Gulbrystet værling, Emberiza aureola
- Hætteværling, Emberiza melanocephala
- Hvidkindet værling, Emberiza leucocephalos

Eksempler på øvrige arter
- Afrikansk klippeværling, Emberiza tahapisi, fra Afrika
- Gulbuget værling, Emberiza flaviventris, fra Afrika